# Aage Tanggaard
Aage Tanggaard (25 februari 1957) is een Deense jazz-drummer en platenproducer. 
Tanggaard, een student van Michael Carlvin en Ed Thigpen, speelde in de jaren zeventig in verschillende Deense groepen en als begeleider van buitenlandse bezoekende jazzmusici. Vanaf het einde van de jaren zeventig werd hij actief als freelancer. Hij was hij lid van Radiojazzgruppen, de Almost BigBand van Ernie Wilkins, de trio's van Finn Savery en Thomas Clausen en het kwintet van Arne Domnérus en Rune Gustafsson. Tevens speelde hij in de NDR Bigband. In 1985 kreeg hij de JASA Prisen van de Deense kritiek.
Hij toerde met het trio van pianist Duke Jordan in Europa en Japan en was lid van Pierre Dørges' New Jungle Orchestra. In de jaren negentig werkte hij regelmatig samen met het kwintet van Svend Asmussen.
Tanggaard speelde mee op opnames van onder andere Frank Foster, Bernt Rosengren, Michal Urbaniak, Horace Parlan, Doug Raney, Paul Bley, Chet Baker ("The Last Great Concert"), Warne Marsh en Jesper Thilo.
Hij is oprichter van Audiphon Recording Studio, waar hij als producer werkt.
Tanggaard geeft tevens les aan het Rytmisk Musikkonservatorium in Kopenhagen.
- Bibsys: 2109803
- Bibliothèque nationale de France: cb140006878 (data)
- Gemeinsame Normdatei: 135023149
- International Standard Name Identifier: 0000 0000 5517 4957
- Library of Congress Control Number: n85307149
- MusicBrainz: 37b9c9d6-e7de-4783-ac22-32a7914ee176
- Nationale Bibliotheek van Israël: 987007324791205171
- Réseau des bibliothèques de Suisse occidentale: 02-A009077467
- Système universitaire de documentation: 252741897
- Virtual International Authority File: 39573044
- WorldCat: E39PBJtmpY9pwfmvtvHYCw9CcP